# 罗贾瓦政党列表
这是一个北部和东部叙利亚民主自治行政区（罗贾瓦）政党列表。  
罗贾瓦的政治体系基于直接民主和多党制理念，并设有不同层级的政府结构：自治市和公社、自治州和省，以及整个自治区。  
截至目前，该地区已举行过两次选举：一次是2017年的公社/自治市选举，另一次是自治州/省选举，而原定的自治区级别的叙利亚民主委员会选举则被推迟。

## 主要政党
- 民主联盟党
- 法律—公民权—权利运动（英语：Law–Citizenship–Rights Movement）
- 叙利亚联盟党（英语：Syriac Union Party (Syria)）
- 叙利亚民族民主联盟（英语：Syrian National Democratic Alliance）
- 荣誉和权利公约（英语：Honor and Rights Convention）
- 星星大会（英语：Kongreya Star）
- 阿拉伯民族联盟
- 叙利亚库尔德斯坦民主党（英语：Kurdistan Democratic Party of Syria）
- 叙利亚民主协会
- 民主现代性党
- 民主社会主义阿拉伯复兴党（英语：Democratic Socialist Arab Ba'ath Party）
- 叙利亚库尔德人左翼党
- 库尔德民主进步党（英语：Kurdish Democratic Progressive Party）
- 亚述民主党（英语：Assyrian Democratic Party）
- 库尔德斯坦民主和平党
- 民主转变党
- 库尔德斯坦自由联盟党
- 库尔德民主协议党
- 叙利亚改革运动
- 雅兹迪之家（英语：Yazidi House）
- 爱国倡议

## 次要政党
- 库尔德斯坦共产党
- 库尔德斯坦民族大会
- 叙利亚新库尔德斯坦民主党
- 库尔德斯坦绿党
- 变革党
- 库尔德斯坦工人党
- 库尔德左翼党
- 库尔德斯坦支持者运动
- 库尔德民主团结党（英语：Kurdish Democratic Unity Party）
- 库尔德民主党
- 团结库尔德斯坦党—叙利亚（英语：Yekiti Kurdistan Party – Syria）
- 叙利亚库尔德未来运动（英语：Kurdish Future Movement in Syria）
- 库尔德斯坦民主联盟党
- 叙利亚明天运动（英语：Syria's Tomorrow Movement）
- 叙利亚革命左翼潮流
- 马列主义共产党（罗贾瓦）
- 土耳其共产主义劳动党/列宁主义
- 土耳其共产党/马列
- 亚述民主组织（英语：Assyrian Democratic Organization）
- 民主保守党（英语：Democratic Conservative Party (Syria)）